# Lucio Galarza Villar
Lucio Saturnino Galarza Villar fue un político peruano. 
Fue elegido diputado por Junín en 1963 por el Partido Aprista Peruano durante el primer gobierno de Fernando Belaúnde. Su mandato se vio interrumpido el 3 de octubre de 1968 a raíz del golpe de Estado que dio inicio al gobierno militar de Juan Velasco Alvarado. A finales del gobierno militar fue elegido diputado constituyente en la Asamblea Constituyente de 1978 que emitió la Constitución Política de 1979. Esta fue la última vez que resultó elegido. 
Tentó sin éxito la elección como diputado, siempre por el APRA en las elecciones de 1980 y de 1990 y, como senador, en la de 1985.